# Kutztown University, Pennsylvania
Kutztown University, Pennsylvania (енгл. Kutztown University) насељено је место без административног статуса у америчкој савезној држави Пенсилванија.

## Демографија
По попису из 2010. године број становника је 2.918.
| Група             | 2000.    | 2010.         |
| Белци             | 0 (0,0%) | 2.517 (86,3%) |
| Афроамериканци    | 0 (0,0%) | 212 (7,3%)    |
| Азијати           | 0 (0,0%) | 14 (0,5%)     |
| Хиспаноамериканци | 0 (0,0%) | 132 (4,5%)    |
| Укупно            | 0        | 2.918         |